# Тихая (приток Синегорки)
Ти́хая (до 1972 года — река Телянза) — река в Анучинском районе Приморского края России.
Исток находится на юго-восточного склоне Синего хребта, впадает в р. Синегорка (до 1972 года — река Даубихеза).
Общая протяжённость реки составляет около 54 км, площадь бассейна 777 км², общее падение реки 207 м. Ширина реки до 18—25 м; глубина до 0,7—1,4 м.
Основные притоки реки: р. Березовка, р. Буянков, р. Новотроицкая.
В летнее время часты паводки, вызываемые в основном интенсивными продолжительными дождями.
Воды реки используются для орошения рисовых полей.
В долине реки стоят населённые пункты Анучинского района и станции Дальневосточной железной дороги, сверху вниз: Тихоречное и станция Тихоречное, Новотроицкое (на правом притоке р. Новотроицкая, в 3 км до устья), Новопокровка, Рисовое, Чернышевка и станция Чернышевка, Гражданка.